# Arronches
Arronches (ɐ'ʁõʃɨʃ) è un comune portoghese di 3 389 abitanti situato nel distretto di Portalegre.

## Società

### Evoluzione demografica
| Popolazione di Arronches (1801 – 2004) | Popolazione di Arronches (1801 – 2004) | Popolazione di Arronches (1801 – 2004) | Popolazione di Arronches (1801 – 2004) | Popolazione di Arronches (1801 – 2004) | Popolazione di Arronches (1801 – 2004) | Popolazione di Arronches (1801 – 2004) | Popolazione di Arronches (1801 – 2004) | Popolazione di Arronches (1801 – 2004) |
| -------------------------------------- | -------------------------------------- | -------------------------------------- | -------------------------------------- | -------------------------------------- | -------------------------------------- | -------------------------------------- | -------------------------------------- | -------------------------------------- |
| 1801                                   | 1849                                   | 1900                                   | 1930                                   | 1960                                   | 1981                                   | 1991                                   | 2001                                   | 2004                                   |
| 2470                                   | 2970                                   | 4990                                   | 6205                                   | 6818                                   | 4307                                   | 3677                                   | 3389                                   | 3278                                   |

## Freguesias
- Assunção (Arronches)
- Esperança
- Mosteiros